# Platanthera devolii
Platanthera devolii là một loài thực vật có hoa trong họ Lan. Loài này được (T.P.Lin & T.W.Hu) T.P.Lin & K.Inoue miêu tả khoa học đầu tiên năm 1980.